# تیزی، اندر
تیزی، اندر (به فرانسوی: Thizay) یک کمون در فرانسه است که در اندر واقع شده‌است. تیزی ۱۶٫۶۵ کیلومتر مربع مساحت و ۲۵۶ نفر جمعیت دارد و ۱۴۷ متر بالاتر از سطح دریا واقع شده‌است.